# A Simple Wish
A Simple Wish (bra: Um Passe de Mágica; prt: Um Desejo Tão Simples) é um filme estadunidense de 1997, dirigido por Michael Ritchie e estrelado por Mara Wilson.

## Sinopse
A pequena Anabel quer muito que seu pai ganhe um papel numa peça da Broadway, para que ela e seu irmão mais velho, Charlie, não tenham que se mudar. Anabel decide pedir ajuda a sua fada madrinha e acaba descobrindo que "ela", é na verdade Murray, uma fada-homem, bastante atrapalhado e sem jeito para a mágica. Quando o pai de Anabel é acidentalmente transformado numa estátua de pedra, ela, junto com Murray e o irmão Charlie, precisam recuperar a varinha mágica que foi roubada pela malvada Claudia, uma ex-fada madrinha e futura rainha das trevas. Os três tem até á meia noite para recuperar a vara e deter a poderosa Claudia, caso contrário, o pai de Anabel será estátua para sempre e perderá o papel na peça.

## Elenco
| Ator              | Personagem                            |
| ----------------- | ------------------------------------- |
| Mara Wilson       | Anabel Greening                       |
| Martin Short      | Murray                                |
| Francis Capra     | Charlie Greening                      |
| Kathleen Turner   | Claudia                               |
| Teri Garr         | Rena                                  |
| Robert Pastorelli | Oliver Greening                       |
| Ruby Dee          | Hortence: A chefe das Fadas Madrinhas |
| Amanda Plummer    | Boots                                 |
| Jonathan Hadary   | Lord Richard                          |
| Deborah Odell     | Jeri                                  |
| Alan Campbell     | Tony Sable                            |
| Jack McGee        | Oficial York                          |